# Starsky y Hutch
Starsky y Hutch (en inglés: Starsky and Hutch) es una serie de televisión estadounidense de acción,  drama de los años setenta, protagonizada por David Soul y Paul Michael Glaser. La serie tuvo 92 capítulos regulares de 48 minutos y un episodio piloto de 90 minutos de duración. Fue creada por el productor de televisión William Blinn y transmitida entre el 30 de abril de 1975 y el 15 de mayo de 1979 a través de la cadena ABC. Fue su director Jack Starrett (con el nombre Claude Ennis Starrett Jr.), quien luego dirigió Los Dukes de Hazzard (1979), una serie de alguna forma similar.

## Argumento

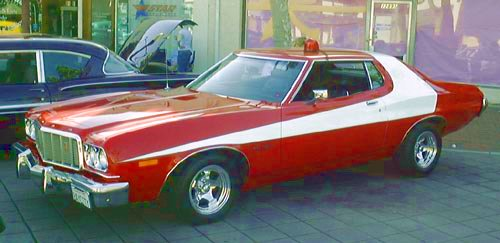
Un Ford Gran Torino de 1975, una copia del auto característico de los protagonistas.

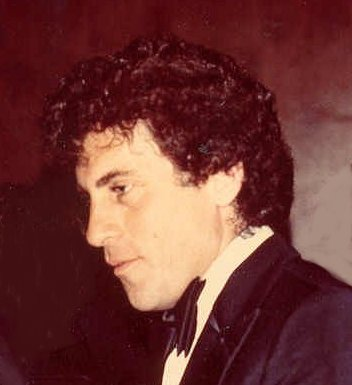
Paul Michael Glaser: detective David Starsky.

Los protagonistas eran dos detectives de policía de civil californianos, el castaño y fornido David Starsky (Paul Michael Glaser) y el estilizado rubio Kenneth «Hutch» Hutchinson (David Soul), quien representaba a un tipo de policía más intelectual. Eran conocidos por manejar un veloz y distintivo Ford Gran Torino, rojo con una larga pipa blanca pintada, propiedad y orgullo de Starsky (Hutch posee un auto muy viejo -criticado siempre por su compañero-, y alguna vez se refiere al coche de Starsky como «tomate con rayas»). Su jefe era el capitán Harold Dobey (Bernie Hamilton), y su contacto en el «bajo mundo», un extravagante hombre negro apodado Huggy Bear, interpretado por Antonio Fargas.
La acción transcurre normalmente en el distrito de Bay City, California, aunque en algunos capítulos la pareja protagónica se ve obligada a trasladarse a otras ciudades como la cercana San Francisco, o a otras más alejadas como Las Vegas, etc. Ambos compañeros tienen en común sus fracasos afectivos, siendo Hutch quien más parejas ocasionales muestra durante la tira; Starsky, en cambio, aparece normalmente como alguien en busca de un gran amor, que ante cada oportunidad se malogra.
Entre los atributos diferenciales de esta serie pueden considerarse: las escenas de acción; la importancia del rol del auto como un personaje más en la caracterización (cosa que ha generado un mítico fanatismo por este modelo de Ford); el humor que suelen mostrar tanto Starsky y Hutch entre sí como con su jefe, el Capitán Dobey y sobre todo, el soplón Huggy Bear (quien además protagoniza uno de los capítulos como víctima de una banda delictiva); la personalidad bien diferenciada de ambos personajes centrales, acompañado por sendos vestuarios bien logrados (Starsky luce sencillo, mientras que Hutch a la moda). Es de destacar que Starsky use los mismos zapatos deportivos azules durante prácticamente todo el desarrollo de la serie.
Como curiosidad, en un capítulo de dicha serie, los dobles de acción (vestidos y caracterizados como los protagonistas) y el auto suplementario (idéntico al original) son perseguidos por Starsky & Hutch, como parte de un guion donde los policías eran objeto de una trampa para desacreditarlos. Otra curiosidad es que, en las escenas tomadas de frente al auto, el mismo no presenta el espejo retrovisor central en el parabrisas (seguramente para no estorbar el plano); sin embargo, cuando la toma muestra al Gran Torino rojo en planos callejeros, se nota la presencia del mismo.
Mientras tanto Starsky & Hutch fue muy bien acogida en gran parte de Hispanoamérica como en España, con sendos doblajes diferenciados, logrando enorme popularidad y excelente índice de audiencia en varios países hispanohablantes.
La música de la primera temporada fue encomendada al célebre compositor argentino Lalo Schifrin (autor ya para entonces de míticos temas televisivos como Mission: Impossible y Mannix), quien le dio un carácter más bien dramático a la misma, eligiendo una orquestación acústica. Debido al cariz más relajado y moderno que fueron tomando los guiones, se creyó conveniente cambiar el tema principal ya para la segunda temporada, adoptándose una música eléctrica y rítmica, más actual a los tiempos que corrían.
La popularidad de esta serie permitió el debut como cantante de David Soul (Hutch), quien en un capítulo «debuta» como tal ante el público, apadrinado por una estrella del Country Folk. Su tema, «Silver Lady», sería un notable éxito de ventas, aunque más tarde su carrera no progresó.
En 1977, la creciente preocupación acerca de la violencia en televisión obligó a los escritores a que cortaran escenas de acción a cambio de desarrollos más románticos. Esto contribuyó, amén del desgaste lógico que toda serie acusa luego de varias temporadas en el aire, a que cayera la popularidad de la serie, que dos años después sería cancelada.
Un cuarto de siglo después de que se dejara de emitir en televisión, y como parte de toda una tanda de remakes de antiguas series, la serie fue la inspiración para la película Starsky & Hutch, estrenada en 2004 y protagonizada por Ben Stiller y Owen Wilson.

## Protagonistas
- Paul Michael Glaser: Detective David «Dave» Michael Starsky, el moreno.
- David Soul: Detective Kenneth Hutchinson «Hutch», el rubio.
- Bernie Hamilton: Capitán Harold Dobey.
- Antonio Fargas: Huggy Bear.

## Guía de episodios

### Serie piloto (1975)
1. La amenaza (Starsky and Hutch in The threat).

### Primera temporada (1975-76)
1. Domingo Salvaje (Savage Sunday).
2. Largos Cuernos de Res Texanos (Texas Longhorn).
3. Paseo Mortal (Death Ride).
4. Tormenta de nieve (Snowstorm).
5. El Apuro (The Fix).
6. Aviso de Muerte (Death Notice).
7. Paria (Pariah).
8. Maten a Huggy Bear (Kill Huggy Bear).
9. El Cebo (The Bait).
10. La Dama Azul (Lady Blue).
11. Capitán Dobey, está usted muerto (Captain Dobey, You're Dead!).
12. Terror en los Muelles (Terror on the Docks).
13. Impostor Mortífero (The Deadly Impostor).
14. Tiroteo (Shootout).
15. Los Rehenes (The Hostages).
16. Mala Racha (Losing Streak).
17. Silencio (Silence).
18. El Tigre de Omaha (The Omaha Tiger).
19. JoJo (Jojo).
20. La Huida (Running).
21. Un Ataúd para Starsky (A Coffin for Starsky).
22. el cazarrecompensas (The Bounty Hunter).

### Segunda temporada (1976-77)
1. El Estrangulador de Las Vegas - Parte 1 (The Las Vegas Strangler - Part 1).
2. El Estrangulador de Las Vegas - Parte 2 (The Las Vegas Strangler - Part 2).
3. Asesinato en el Mar - Parte 1 (Murder at Sea - Part 1).
4. Asesinato en el Mar - Parte 2 (Murder at Sea - Part 2).
5. Gillian (Gillian).
6. Luz Nocturna (Bust Amboy).
7. El Vampiro (The Vampire).
8. El Especialista (The Specialist).
9. Academia de baile (Tap Dancing Her Way Right Back Into Your Hearts).
10. El Monstruo (Vendetta).
11. Pesadilla (Nightmare).
12. Iron Mike (Iron Mike).
13. La Niñita Perdida (Little Girl Lost).
14. Baño de Sangre (Bloodbath).
15. El Psíquico (The Psychic).
16. La Estructuración - Parte 1 (The Set-Up - Part 1).
17. La Estructuración - Parte 2 (The Set-Up - Part 2).
18. Supervivencia (Survival).
19. La novia de Starsky (Starsky's Lady).
20. Huggy Bear y el turco (Huggy Bear and the Turkey).
21. El Comité (The Committee).
22. La Selva Aterciopelada (The Velvet Jungle).
23. Largo Paseo, Un Camino Corto de Suciedad (Long Walk Down a Short Dirt Road).
24. Asesinato en la Fase 17 (Murder on Stage 17).
25. Starsky y Hutch Son Culpables (Starsky and Hutch Are Guilty).

### Tercera temporada (1977-78)
1. Starsky y Hutch en la Isla de Playboy - Parte 1 (Starsky & Hutch on Playboy Island - Part 1).
2. Starsky y Hutch en la Isla de Playboy - Parte 2 (Starsky & Hutch on Playboy Island - Part 2).
3. Encanto Fatal (Fatal Charm).
4. Te Odio, Rosey Malone (I hate You, Rosey Malone).
5. Principiante Asesino (Murder Ward).
6. Muerte en un Lugar Diferente (Death in a Different Place).
7. El Niño Que grita (The Crying Child).
8. Los Héroes (The Heroes).
9. La Plaga - Parte 1 (The Plague - Part 1).
10. La Plaga - Parte 2 (The Plague - Part 2).
11. El Coleccionista (The Collector).
12. El Hombre de los Niños en las Calles (Manchild on the Streets).
13. La Acción (The Action).
14. El Peso pesado (The Heavyweight).
15. Un Cuerpo tiene Valor (A Body Worth Guarding).
16. La Trampa (The Trap).
17. Las Brujas de Satanás (Satan's Witches).
18. Una Clase de Crimen (Class in Crime).
19. Hutchinson para el Asesinato Uno (Hutchinson: Murder One).
20. Mujer Zorra (Foxy Lady).
21. Compañeros (Partners).
22. Quadromania (Quadromania).
23. Deckwatch (Deckwatch).

### Cuarta temporada (1978-79)
1. Discomanía (Discomania).
2. El Juego (The Game).
3. Venda (Blindfold).
4. Fotografía Terminada (Photo Finish).
5. La Claridad de la luna (Moonshine).
6. Justicia Extraña (Strange Justice).
7. El Vengador (The Avenger).
8. Caspa (Dandruff).
9. Negro y Azul (Black and Blue).
10. El Admirador (The Groupie).
11. Muchacha de Tapa (Cover Girl).
12. El Hermano de Starsky (Starsky's Brother).
13. Ángel Dorado (The Golden Angel).
14. Balada para una Dama Azul (Ballad for a Blue Lady).
15. Pájaros de una Pluma (Birds of a Feather).
16. Noventa Libras de Problemas (Ninety Pounds of Trouble).
17. Huggy no Puede Regresar (Huggy Can't Go Home).
18. Blancos Sin una Insignia - Parte 1 (Targets Without a Badge - Part 1).
19. Blancos Sin una Insignia - Parte 2 (Targets Without a Badge - Part 2).
20. Blancos Sin una Insignia - Parte 3 (Targets Without a Badge - Part 3).
21. Starsky Vs. Hutch (Starsky vs. Hutch).
22. Dulce Venganza (Sweet Revenge).